# خاندان نوذر
خاندان نوذر یا نوذریان از خاندان‌های مهم ایرانی در شاهنامه فردوسی است. توس و گستهم از اعضای مهم این خاندان هستند. پس از مرگ نوذر، شاه ایران، بزرگان ایران هیچ‌یک از دو پسر نوذر را زیبندهٔ شاهی ندانسته و سلطنت را به خاندان کیانیان انتقال دادند.

## نوذریان در شاهنامه
در دورهٔ کی‌کاوس این خاندان نفوذ و قدرت فراوانی یافت و خاندان گودرز را کنار زد امّا در دوره کیخسرو، گودرزیان دوباره توانستند قدرت از کف رفتهٔ خود را بازیابند. در شاهنامه میان این دو خاندان کشمکشی برای دستیابی به قدرت سیاسی وجود دارد. در یک سوی این کشمکش، توس، کی‌کاوس و فریبرز هستند و در سوی دیگر گودرز، رستم و سیاوش قرار گرفته‌اند.
زمانیکه سهراب در کشور توران پا به سن بلوغ گذاشت خواست تا پدر را بیابد، به همین بهانه آهنگ جنگ با ایرانیان نمود. او در حمله به دژ سپید توانست هژیر را به اسارت درآورد سپس از هژیر خواست تا از بالای تپه‌ای مشرف به اردوگاه ایرانیان یکایکا سران خیمه‌ها و پرچم‌ها را به او بشناساند، تا سهراب پدرش رستم را دریابد. دومین درفشی که به نظر سهراب مهم می‌آمد از هژیر پرسید و او اینگونه جواب داد:
| وزان پس بدو گفت بر میمنه       |  | سواران بسیار و پیل و بنه   |
| سراپردهٔ برکشیده سیاه           |  | رده گِردش اندر ز هر سو سپاه |
| به گِرد اندرش خیمه ز اندازه بیش |  | پس پشت پیلان و بالاش پیش   |
| زده پیش او پیل‌پیکر درفش        |  | به در بر سواران زرّینه کفش  |
| چنین گفت کان توس نوذر بود      |  | درفشش کجا پیل‌پیکر بود      |